# 土井伸朗
土井伸朗（どい のぶあき、1973年 - ）は日本の建築家／大阪府生まれ

## 経歴
- 1997年 京都大学工学部建築学科卒業
- 1999年 東京工業大学理工学研究科建築学専攻修了
- 1999年 - 2001年 石田敏明建築設計事務所
- 1999年 スープ・デザイン共同設立
- 2004年 有限会社スープ・デザイン設立

## 主な作品
- 2003年 GT／東京都品川区
- 2003年 FUTURE CINEMA展／東京都新宿区ICC
- 2005年 東海大学医学部附属病院飲食施設／神奈川県伊勢原市
- 2006年 HT／埼玉県所沢市
- 2006年 KNOT／埼玉県深谷市
- 2006年 manga展 マンガとコーヒーとモーニングの白い公園で／東京都港区スパイラルガーデン
- 2007年 サイエンスニュース！アジア展／東京都江東区日本科学未来館
- 2007年 T2／東京都渋谷区
- 2007年 おもと会大浜第一病院飲食施設／沖縄県那覇市
- 2008年 山形大学医学部附属病院飲食施設／山形県山形市
- 2009年 第12回文化庁メディア芸術祭／東京都港区国立新美術館
- 2010年 第13回文化庁メディア芸術祭／東京都港区国立新美術館
- 2010年 東京女子医科大学病院飲食施設／東京都新宿区
- 2010年 ICCキッズプログラム 2010 いったい何がきこえているんだろう／東京都新宿区ICC
- 2011年 第14回文化庁メディア芸術祭／東京都港区国立新美術館
- 2011年 KT／東京都渋谷区

## 主な受賞歴
- 2011年 JCDデザインアワード2011 銀賞／ICCキッズプログラム 2010